# Ульман, Вильгельмина
Вильгельмина Ульман (норв. Vilhelmine Ullmann, урождённая Дункер (норв. Dunker); 16 марта 1816 — 28 апреля 1915) — норвежский педагог, публицист, литературный критик и защитница прав женщин.

## Ранняя биография и личная жизнь
Вильгельмина Дункер родилась в Христиании (нынешний Осло), в Норвегии. Она была дочерью светской львицы Конрадины Биргитты Ханстен и Йохана Фридриха Вильгельма Дункера. Вильгельмина была сестрой Бернхарда Дюнкера, который занимал пост генерального прокурора Норвегии с 1859 по 1870 год.
Выросшая в семье, где её мать управляла частной школой для девочек, Вильгельмина имела возможность в детстве изучать французский и немецкий языки. Она также была детской актрисой, выступающей в Детском драматическом театре Сельскаб (норв. Det Dramatiske Selskab) в Христиании с девяти лет. В 1839 году она вышла замуж за Йоргена Николая Акселя Ульмана. У них было шестеро детей (пятеро из них выжили), и они расстались в 1854 году. Она была матерью педагога и феминистки Рагны Нильсен, а также педагога и политика Вигго Ульмана.

## Карьера
С 1862 по 1894 год Вильгельмина Ульман руководила детским учреждением «Vaterland Børneasyl». Она также переводила детские рассказы с немецкого на норвежский язык и публиковала стихи и рассказы в журнале «Nordisk illustreret Børneblad». Ульман была членом Норвежской ассоциации за права женщин с момента её основания в 1884 году и сотрудничала с феминистским журналом «Nylænde», где писала литературные критические материалы, подписываясь «M.D.», а также писала статьи о положении женщин в обществе. Её автобиография «Fra Tyveaarene og lidt mere» была впервые опубликована в 1903 году.